# Óriás álszajkó
Az óriás álszajkó (Ianthocincla maxima) a madarak osztályának verébalakúak (Passeriformes) rendjébe és a Leiothrichidae családjába tartozó faj.

## Rendszerezése
A fajt Jules Verreaux francia ornitológus írta le 1870-ben, a Pterorhinus nembe Pterorhinus maximus néven. Besorolása vitatott, egyes szervezetek a Garrulax nembe sorolják Garrulax maximus néven.

## Előfordulása
Dél-Ázsiában, Kína és India területén honos. Természetes élőhelyei a mérsékelt övi hegyi erdők és cserjések. Állandó, nem vonuló faj.

## Megjelenése
Testhossza 30,5-35,5 centiméter, testtömege 105-136 gramm.

## Életmódja
Feltehetően gerinctelenekkel és növényi anyagokkal táplálkozik.

## Természetvédelmi helyzete
Az elterjedési területe nagyon nagy, egyedszáma viszont csökken, de még nem éri el a kritikus szintet. A Természetvédelmi Világszövetség Vörös listáján nem fenyegetett fajként szerepel.